# West Dean, Gloucestershire
West Dean är en civil parish i Storbritannien.   Den ligger i grevskapet Gloucestershire och riksdelen England, i den södra delen av landet, 170 km väster om huvudstaden London. Arean är 47 kvadratkilometer.
Terrängen i West Dean är huvudsakligen lite kuperad.